# 尹芳玲
尹芳玲（Wan Fong-Ling，？—），香港的資深女播音員、演員，前配音員，1959年加入商業電台，有「播音皇后」的美譽。

## 簡歷
尹芳玲，祖籍廣東東莞, 在香港出生及長大；畢業於金文泰中學，在學時已學習聲樂及參加業餘社團的廣播劇演出，1959年商業電台啟播後，擔任全職播音員。迅即走紅，聲演不少廣播劇的女主角及唱主題曲。《白玫瑰》、《薔薇之戀》、《大丈夫日記》及《少婦日記》等皆為人津津樂道。1963年，尹芳玲首次演出粵語片《苦戀》, 之後至七十年代初, 陸續演出《廣播皇后》及《結髮情》等多部粵語及國語片。至1975年，尹芳玲離開商業電台，先後轉職到無綫電視及佳藝電視，主要演出綜藝節目及電視劇，也曾參與配音演出。八十年代初，尹芳玲再投入電台工作，在香港電台演出廣播劇，其中有與鍾偉明先生合演的「立體聲廣播劇」《衛斯理系列之老貓》。其後尹芳玲逐漸淡出廣播業，於1988年跟隨任職工程師的丈夫移居澳洲。移居後，尹芳玲仍有在當地有線電台工作，繼續服務當地華人。2001年，參與無線電視電視劇《流金歲月》的演出。

## 作品列表

### 廣播劇（商業電台）
- 1960年:《白玫瑰》《鬱金香》

《秋香怨》
- 1961年:《梨園春秋》《烈女心》

《薔薇之戀》
- 1962年:《勁草嬌花》
- 1963年:《大丈夫日記》 飾演 程雪心（應該是許雪心）
- 1964年:《雙城記》《塊肉餘生》

《黑俠》《玄武門》《生死邊緣》
《罪人》《碧血芳魂》
- 1965年:《結髮情》《手車伕之戀》

《南城雁影》
- 1967年:《少婦日記》
- 1968年:《十八樓C座》 飾演 周影塵
- 1970年:《血鞋印》《山莊的故事》
- 1972年:《燈娥的葬禮》《同命鳥》
- 1994年:《笑傲同行》

### 廣播劇（香港電台）
- 1981年: 《避難所》
- 1981年:《衛斯理系列之老貓》 飾 白素
- 1981年:《雁旅》 飾 沈靄文
- 1982年:《神鵰俠侶》 飾 黃蓉
- 1983年:《兩個女人》 飾 陳美眷
- 1983年:《銀女》飾 林無邁
- 1984年:《家在屋邨》 飾 陳秀蘭
- 1985年:《緣》 飾演 文宓
- 1985年:《天倫》 飾 陸曉君
- 1986年:《星星月亮太陽》飾 朱蘭(星星)
- 1994年: 《哀悼乳房》

### 電影
- 1964年：《苦戀》
- 1965年：《手車伕之戀》
- 1965年：《結髮情》
- 1966年：《歷劫紅顏》
- 1967年：《廣播皇后》
- 1967年：《姐姐的情人》
- 1968年：《春曉人歸時》
- 1969年：《紅燈綠燈》
- 1969年：《入伙大吉》
- 1969年：《浪子》
- 1970年：《嫁衣》
- 1971年：《巴士站》
- 1971年：《鈔票與我》
- 1974年：《別了親人》
- 1976年：《大富人家》

### 唱片
- 1965年:《結髮情》
- 1965年:《巴士銀》
- 1967年:《廣播皇后》
- 1967年:《姐姐的情人》 之 《夢境》
- 1968年:《春曉人歸時》
- 1969年:《商台歌集第一輯》
- 1969年:《紅燈綠燈》
- 1970年:《恭喜恭喜》
- 1971年: 電影《巴士站》

### 電視劇
- 1983年: 《香港香港：下半生》（香港電台）
- 1987年: 《性本善：豆蔻年華》（香港電台）
- 2002年: 《流金歲月》（無線電視）  飾 Auntie Mary

### 日劇
| 播映年份 | 作品名稱   | 配演角色         | 角色演員 | 備註 |
| -------- | ---------- | ---------------- | -------- | ---- |
| 1976     | 猛龍特警隊 | 潘桂子〔響圭子〕 |          | 前期 |

### 台劇
| 播映年份 | 作品名稱 | 配演角色 | 角色演員 | 備註           |
| -------- | -------- | -------- | -------- | -------------- |
| 1975     | 保鑣     | 趙燕翎   | 張玲     | 1974年華視劇集 |
| 1975     | 聖劍千秋 | 李十娘   |          | 1975年台視劇集 |

### 歐美劇
| 播映年份 | 作品名稱 | 配演角色 | 角色演員         | 備註 |
| -------- | -------- | -------- | ---------------- | ---- |
| 1976     | 神探麥漢 | 鄺姬絲   | Laraine Stephens |      |

## 外部連結
- 廣播穿梭75年 （页面存档备份，存于）
- 60年代播音皇后尹芳玲
- 十八樓C座　拗足40年[]
- 尹芳玲告別商台震驚廣播界